# Michel Angelo Morelli
Michel Angelo Morelli (Torino, 1622 circa – Torino, 1686 circa) è stato un architetto e ingegnere svizzero-italiano.

## Biografia
Figlio di Carlo Morelli originario di Barbengo, oggi quartiere di Lugano, imparò il mestiere seguendo il lavoro del padre. Lavora in opere ingegneristiche di stampo prevalentemente militare ad Asti, Crescentino, Verrua, Alba, Torino.
Più tardi lavorò alla cappella della Sacra Sindone nel Duomo di Torino nel 1663 e alla chiesa di Santa Croce a Torino nel 1678.
Fu un valente ingegnere militare, esperto in fortificazioni come testimoniano i seguenti piani:
- Facciata esteriore del pozzo della cittadella di Torino, Istituto Storico e di Cultura dell'Arma del Genio, Roma, BB. ICO.951/8.858, f. 11v-12;
- Castello di Nizza, Ibidem, f. 63v-64;
- Verva, Ibidem, f. 17v-18[2].